# Орстаун (Пенсилванија)
Орстаун (енгл. Orrstown) град је у америчкој савезној држави Пенсилванија.

## Демографија
По попису из 2010. године број становника је 262, што је 31 (13,4%) становника више него 2000. године.
| Група             | 2000.       | 2010.       |
| Белци             | 229 (99,1%) | 254 (96,9%) |
| Афроамериканци    | 0 (0,0%)    | 6 (2,3%)    |
| Азијати           | 0 (0,0%)    | 0 (0,0%)    |
| Хиспаноамериканци | 1 (0,4%)    | 0 (0,0%)    |
| Укупно            | 231         | 262         |